# Cucurbita argyrosperma
Cucurbita argyrosperma là một loài thực vật có hoa trong họ Cucurbitaceae. Loài này được Huber mô tả khoa học đầu tiên năm 1867.

## Hình ảnh

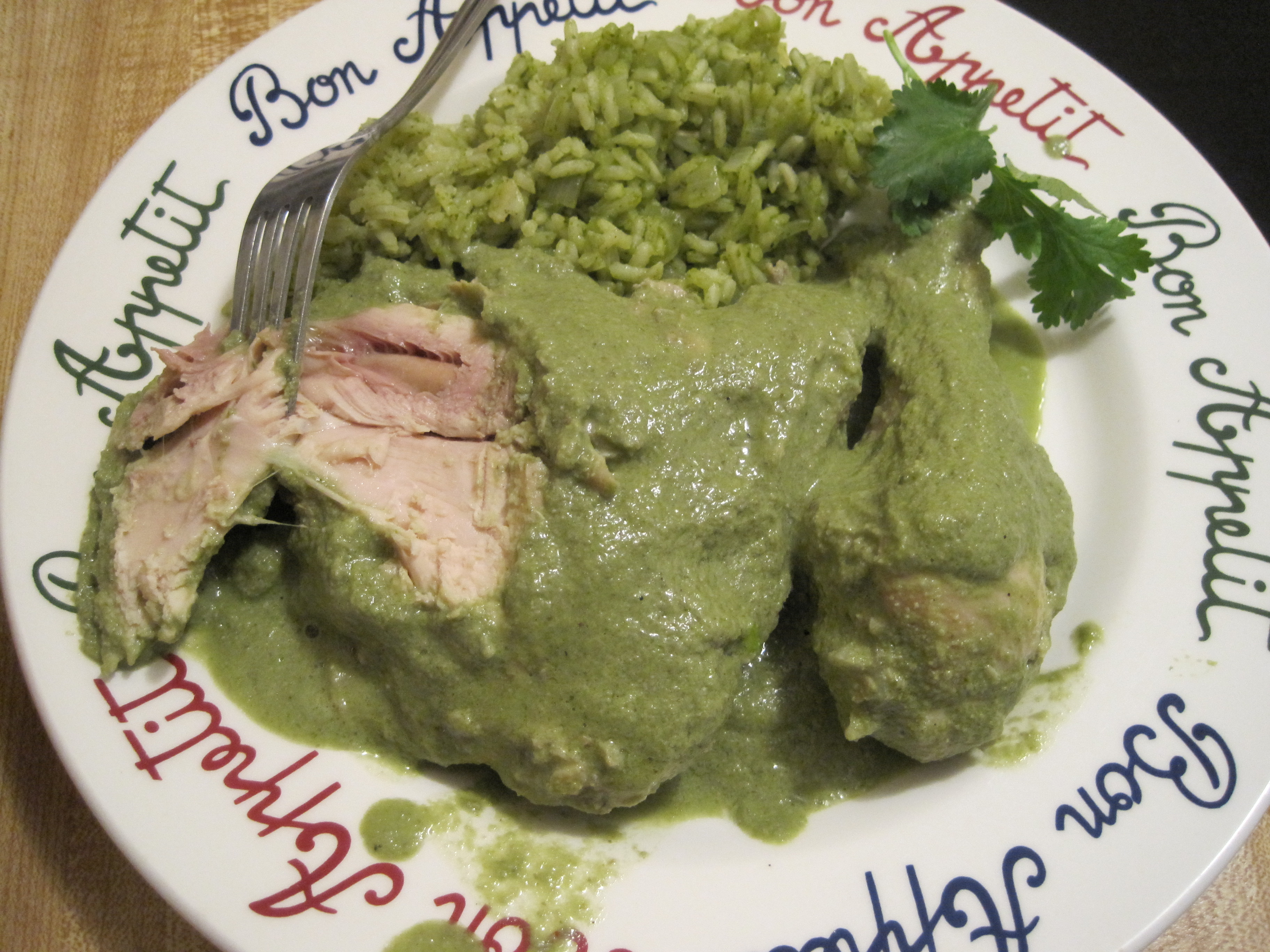
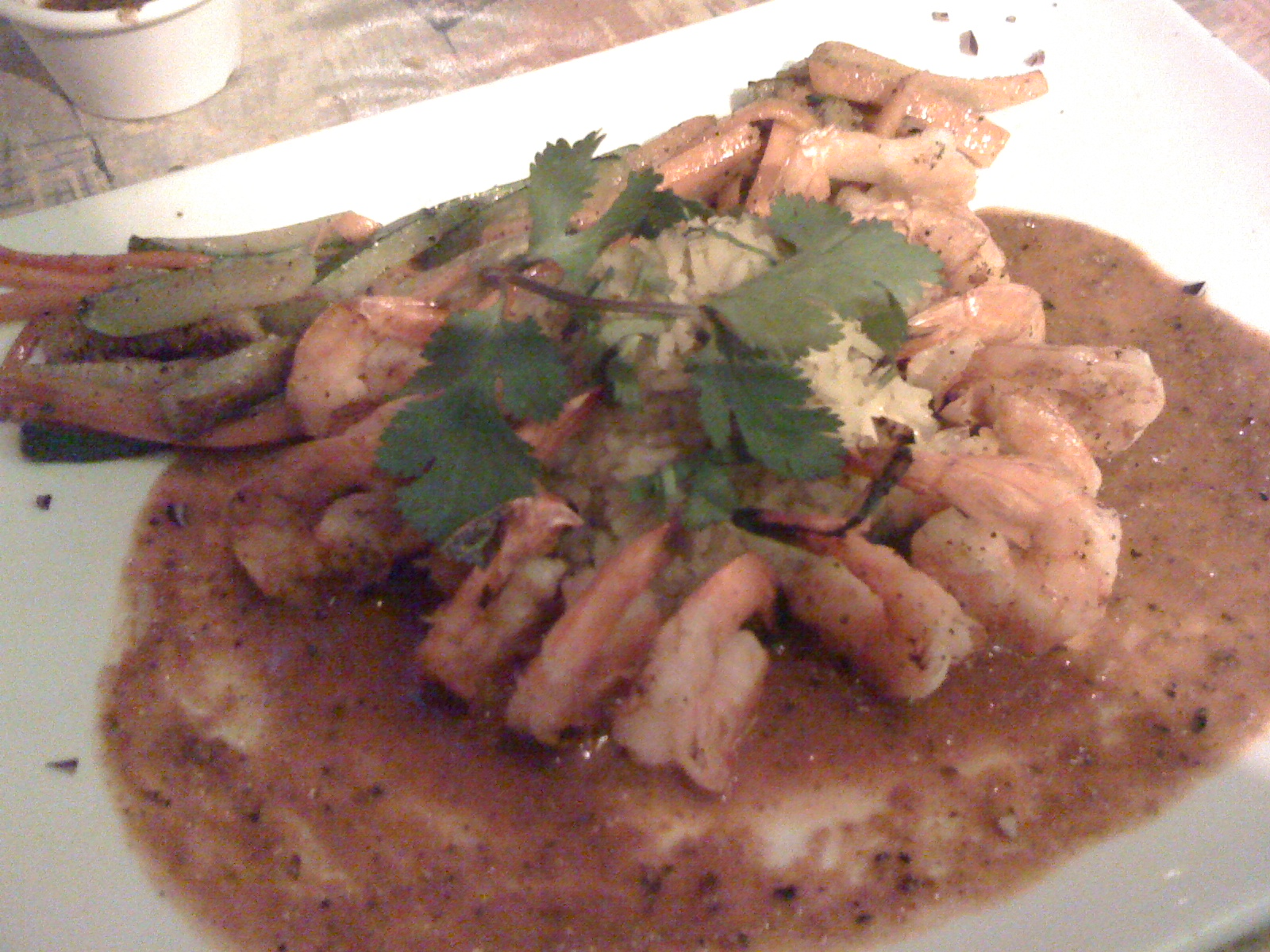
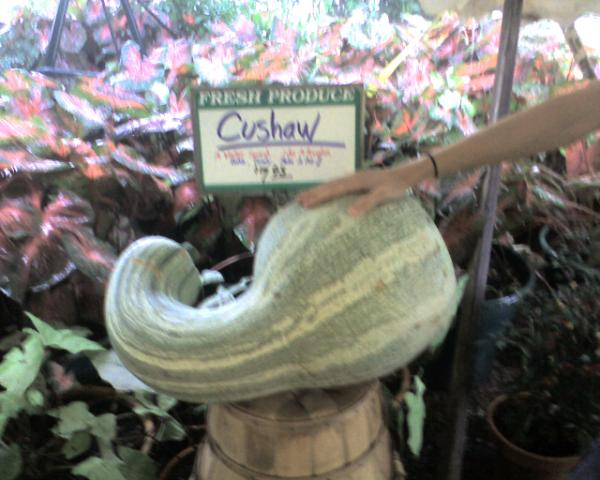